# Fontaneda (Andorre)
Fontaneda (prononcé en catalan : /funtəˈnɛðə/, localement: /fontaˈneða/) est un village d'Andorre situé dans la paroisse de Sant Julià de Lòria, qui comptait 118 habitants en 2017.

## Toponymie
Dans son Onomasticon Cataloniae, le linguiste Joan Coromines fait dériver le toponyme Fontaneda du latin vulgaire fontaneta (forme plurielle neutre de fontanetum). Fontanetum est un dérivé de fontana (« source », « fontaine »), auquel est adjoint le suffixe -etum qui a une valeur locative. Fontaneda est donc « l'endroit où l'on trouve des sources/fontaines ».

## Géographie

### Localisation
Fontaneda se situe à une altitude de 1 300 m au confluent du riu de Mossers et du riu de la Coma qui forment le riu de Llosa. Comme Aixirivall, Auvinyà, Certers et Nagol, Fontaneda fait partie des villages installés non pas au sein mais au dessus de la vallée du Gran Valira. La portion la plus basse de cette vallée, à proximité de la frontière espagnole, n'a en effet pas été remodelée par les glaciations du quaternaire puisque les glaciers descendant des vallées de la Valira d'Orient et du Nord n'ont semble-t-il pas dépassé Sant Julià de Lòria
Le village est accessible depuis Sant Julià de Lòria (7 km) par la route CS-140. Cette dernière se prolonge par la collada de la Gallina qui permet de rejoindre Bixessarri et le sanctuaire de Canòlich.

### Climat
| Mois                              | jan. | fév. | mars | avril | mai  | juin | jui. | août | sep. | oct. | nov. | déc. | année |
| --------------------------------- | ---- | ---- | ---- | ----- | ---- | ---- | ---- | ---- | ---- | ---- | ---- | ---- | ----- |
| Température minimale moyenne (°C) | −3   | −2,8 | −0,6 | 1,5   | 5,2  | 8,9  | 11,4 | 11,2 | 8,2  | 4,9  | 0,7  | −2   | 3,7   |
| Température moyenne (°C)          | 1,7  | 2,7  | 5,4  | 7     | 10,9 | 15,2 | 18,3 | 17,9 | 14,3 | 10,1 | 5,3  | 2,4  | 9,3   |
| Température maximale moyenne (°C) | 6,5  | 8,2  | 11,5 | 12,9  | 17   | 21,5 | 25,5 | 25   | 20,9 | 15,7 | 10,2 | 7    | 15,2  |
| Précipitations (mm)               | 56   | 32   | 43,8 | 81,4  | 98,5 | 88,6 | 64,3 | 82,6 | 86,4 | 84,6 | 89,2 | 69   | 876,4 |

## Patrimoine
Le village abrite l'église Sant Miquel de Fontaneda, bâtie au XIIe siècle, classée édifice protégé d'Andorre.

## Démographie
La population de Fontaneda était estimée en 1838 à 30 habitants et à 40 habitants en 1875.

### Époque contemporaine
| 1984 | 1985 | 1986 | 1987 | 1988 | 1989 | 1990 | 1991 | 1992 |
| ---- | ---- | ---- | ---- | ---- | ---- | ---- | ---- | ---- |
| 29   | 32   | 32   | 36   | 38   | 38   | 37   | 41   | 48   |

| 1993 | 1994 | 1995 | 1996 | 1997 | 1998 | 1999 | 2000 | 2001 |
| ---- | ---- | ---- | ---- | ---- | ---- | ---- | ---- | ---- |
| 50   | 50   | 44   | 49   | 45   | 46   | 58   | 76   | 78   |

| 2002 | 2003 | 2004 | 2005 | 2006 | 2007 | 2008 | 2009 | 2010 |
| ---- | ---- | ---- | ---- | ---- | ---- | ---- | ---- | ---- |
| 89   | 83   | 93   | 95   | 99   | 97   | 101  | 98   | 98   |

| 2011 | 2012 | 2013 | 2014 | 2015 | 2016 | 2017 | - | - |
| ---- | ---- | ---- | ---- | ---- | ---- | ---- | - | - |
| 104  | 103  | 103  | 110  | 110  | 112  | 118  | - | - |